# Цешковские
Цешковские (пол. Cieszkowski) — дворянский род.
Братья Цешковские, сыновья Ивана-Николая, подкомория Новогродского:
- Иван в 1736 году был стольником Стенжицкой земли;
- Лаврентий, в 1739 году исправлял должность бурграфа земского Гнезненского;
- Криспин — кафедральный каноник Львовский;
- Виктор — староста Блотницкий;
- Франциск — в 1766 году продал наследственные имения: Туржиство, Гордзешка (иначе Дембова-воля) и Руща, в Стенжицкой земле состоявшие.
- Флориан — староста Клещелевский, в 1780 и 1791 годах был сеймовым послом Ливской земли.

## Описание герба
В лазоревом щите серебряная стрела остриём вниз. Над ней серебряная подкова шипами вниз, на ней золотой с широкими концами крест (польский греб Долэнга).
Щит увенчан дворянским коронованным шлемом. Нашлемник: чёрное крыло коршуна, горизонтально пронзённое серебряной стрелой влево. Намёт: лазоревый с серебром.